# ART4.RU
Музей АРТ4 — музей современного искусства, существовавший в Москве в 2007—2024 годы. Был создан и открыт усилиями предпринимателя и коллекционера Игоря Николаевича Маркина в июне 2007 года.

## История музея
АРТ4 — первый в России частный музей современного российского искусства. Создан на основе коллекции, принадлежащей его владельцу, московскому предпринимателю и коллекционеру Игорю Маркину. Открытие музея состоялось 1 июня 2007 года. В связи с экономическим кризисом с января 2009 года музей перешёл на однодневный режим работы, по пятницам. А позже продолжил начатое и ввёл посещение только по записи для групп из любого количества посетителей. Билет на группу стоит 6000 руб.
Коллекция Игоря Маркина насчитывает около 1500 работ 150 авторов. Большую часть собрания занимают работы представителей так называемой «второй волны русского авангарда»: Анатолий Зверев, Эдуард Гороховский, Михаил Гробман, Юрий Злотников, Дмитрий Краснопевцев, Владимир Немухин, Дмитрий Плавинский, Юло Соостер, Эдуард Штейнберг, Александр Харитонов, Владимир Яковлев и другие. Так же в коллекции представлены работы представителей Московской концептуальной школы: Ильи Кабакова, Виктора Пивоварова и др.; соц. арта: Эрика Булатова, Виталия Комара и Александра Меламида, Бориса Орлова и др.; Новых художников: Сергея Бугаева (Африка), Георгия Гурьянова, Олега Котельникова, Тимура Новикова, Владислава Мамышев-Монро и других. Собрание включает работы Александра Виноградова и Владимира Дубосарского, Олега Кулика, Алексея Калимы, Юрия Шабельникова, Валерия Кошлякова, Павла Пепперштейна, Леонида Пурыгина, Семена Файбисовича, Олега Целкова, а также работы многих молодых перспективных авторов: Евгения Антуфьева, Дуни Захаровой, Ани Желудь, Васи Хорста и многих других авторов.
Начало коллекции положили работы Анатолия Зверева и Владимира Яковлева, последняя, по словам Маркина, оказалась подделкой.. Из зарубежных частных собраний в Россию были возвращены ключевые произведения Владимира Вейсберга, Дмитрий Краснопевцева, Юло Соостера.
В преддверии открытия Музея АРТ4 Игорем Маркиным был запущен конкурс на лучший проект памятника Борису Ельцину. В конкурсе приняли участие такие известные художники как Андрей Бартенев, Дмитрий Гутов, Аладдин Гарунов. По итогам голосования, в котором приняли участие 6000 человек, первое место заняла абстрактная скульптура Дмитрия Каварги, представляющий собой «биоморфное чёрное чудище, символизирующий деконструкцию и распад, поглощение упорядоченности хаосом». Второе место по зрительскому голосованию заняла скульптура Ростана Тавасиева, где маленький игрушечный заяц толкает тумбу, на вершине которой стоит фарфоровая ваза. Специально для восьми витрин Музея АРТ4 восемь современных художников сделали работы. Среди авторов — Дмитрий Гутов, Дмитрий Каварга, Алексей Каллима, Валерий Кошляков и другие.
В декабре 2015 года Музей АРТ4 перезапустился с новой концепцией и слоганом «Музей, торгующий искусством». Все работы в АРТ4 с того времени можно купить, и цена на них объявляется открыто: она указана на этикетке к произведению вместе с именем автора и названием. Постоянной экспозиции в музее теперь нет, зато каждый месяц открываются персональные выставки как маститых авторов из коллекции АРТ4, так и молодых подающих надежды художников.
В июне 2016 года АРТ4 сделал новый — запустил первый в России онлайн-аукцион современного российского искусства музейного уровня: на торгах в сети теперь можно побороться за работы художников, уже представленных в коллекции Музея АРТ4. При этом все произведения можно будет посмотреть вживую в музее АРТ4, где постоянно работает выставка лотов, находящихся на торгах.
АРТ4 принимает участие в международных ярмарках современного искусства — Cosmoscow в Москве (2016, 2017) и Art Paris Art Fair в Париже (2018).
Летом 2024 года, просуществовав 17 лет, музей закрылся. Её основатель развивает новый проект — галерею ART4 Gallery в Лондоне.

## Избранные выставочные проекты
- 2007 — «Миры Краснопевцева»[14].
- 2016 — Комар&Меламид[15].
- 2016 — Дмитрий Гутов, Натта Конышева, Владимир Немухин, Борис Турецкий[16]
- 2016 — Дмитрий Гутов[17].
- 2016 — Илья Федотов-Федоров[18]
- 2016 — Дмитрий Краснопевцев, Константин Звездочетов, Игорь Шелковский, Александр Ней[19]
- 2016 — Игорь Шелковский[20]
- 2016 — Михаил Рогинский[21]
- 2016 — Константин Звездочетов[22]
- 2017 — Илья Кабаков. Книжная графика
- 2017 — Леонид Цхэ. Неопетербург
- 2017 — Ирина Корина. Временные Явления
- 2017 — Аня Жёлудь ПОЛ БЕДЫ, или Иллюзия Быта.[23]
- 2017 — HAHAHAMOSCOW МОСКВАХАХАХА, куратор Андрей Бартенев[24]
- 2019 — Олег Навальный. «С арестантским уважением и братским теплом»[25]
- 2019 — Архив PUSSY RIOT. (Продолжение следует). Куратор Марат Гельман[25]
- 2020 — Даниил Поляков, Дмитрий Журавлев. Дерма[26][27].

## Основатель
Игорь Николаевич Маркин родился 21 мая 1967 года. Окончил Московский электротехнический институт связи по специальности радиоинженер. После окончания института работал в НИИ Радио. C 1993 по 2016 — совладелец и президент группы компаний «Проплекс», занимающейся производством оконных профилей.

## Цитаты
- «Игорь Маркин без тени смущения сравнивает свой музей ART4.RU (Art for Russia, „Искусство для России“), посвященный отечественному искусству с начала 1950-х до наших дней, с галереей Павла Третьякова, который тоже собирал современное искусство — передвижников. Сначала над „вторым Третьяковым“, радиоинженером по образованию, производителем окон по роду занятий и автором „живого журнала“ по призванию, посмеивались. Похоже, что напрасно»[31] — «Коммерсантъ», 2007.
- «Коллекция ART4.RU вообще кажется этаким Ноевым ковчегом послевоенного российского искусства, где от каждого поколения и направления есть хотя бы пара „тварей“, а от каждой художественной особи — хоть пара работ. Для сугубо приватной коллекции это уже необычно — в общем, трудно представить себе человека, в равной степени любящего, скажем, Наталью Нестерову и „Чемпионов мира“, Александра Тышлера и Александра Виноградова с Владимиром Дубосарским, Оскара Рабина и Олега Кулика. Но если уж речь идет о музее, то в нём должны быть представлены все — хотя сам музей господин Маркин называет всего лишь инструментом коллекционирования»[32] — «Weekend», 2007.